# John Abercrombie (läkare)
John Abercrombie, född den 10 oktober 1780 i Aberdeen, död den 14 november 1844 i Edinburgh, var en skotsk läkare och filosof. 
Abercrombie, som praktiserade i Edinburgh, blev ledamot av Royal Society of Edinburgh 1831. Hans Pathological and practical researches on diseases of the brain and spinal cord (1828) räknas som ett av nervpatologins grundläggande verk.